# Телеф
Телеф, Телефос (др.-греч. Τήλεφος — «светящий далеко») — в греческой мифологии сын Геракла и Авги. Имя сближается с анатолийским богом Телипину (у хаттов Талипину).

## Рождение
Из боязни перед своим отцом Авга прячет своего сына в святилище девственной богини Афины, которая за это наказывает страну чумой. Телефа выкидывают на дороге в Аргос, на склоне горы Парфения; здесь его кормит рогатая лань, посвящённая Артемиде,
Мать Телефа хотели утопить, но она спасается в Мизии (по одной из версий, мать и сын вместе бросаются в море и приплывают в Мизию), где выходит замуж за царя Тевфранта.

## Царская власть

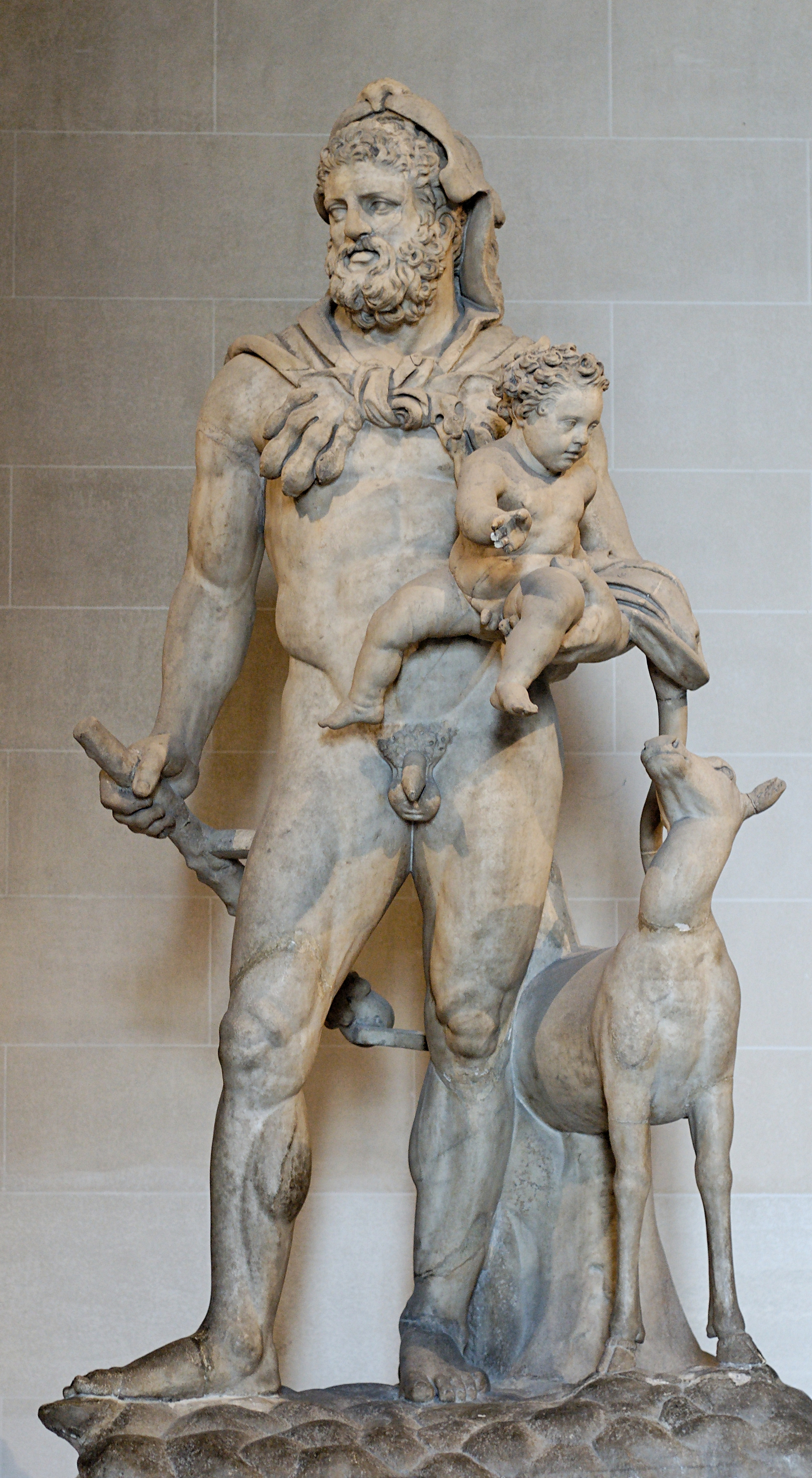
Геракл со своим сыном Телефосом

По другому сказанию, Телеф подрастает у пастухов Корифа, в поисках родителей отправляется в Дельфы, узнает от дельфийского оракула, где находится его мать, отправляется к ней и по указанию бога приходит в Мизию, и там его усыновляет Тевфрант, и Телеф становится его преемником. Согласно Эсхилу, пришёл из Тегеи в Азию, притворяясь немым.
В некоторых вариантах Тевфрант пытается выдать за Телефа Авгу (которая стала для него не женой, а приемной дочерью), но инцеста (или убийства Телефа не желающей брака Авгой) удается избежать благодаря божественному вмешательству.
После смерти Тевфранта унаследовал от него царскую власть. Женился на его дочери Аргиопе, а позже на сестре Приама Астиохе (либо женат на Лаодике, дочери Приама). Был влюблен в прорицательницу Кассандру, но та презирала его и даже заставила соблазнить её сестру — Лаодику. Отец сына Еврипила и дочери Ромы, приветствовавшей Энея на месте будущего Рима и ставшая женой его сына Юла Аскания.
В «Одиссее» Телеф также упоминается как азиатский царь (в «Илиаде» он не упоминается).
По трагедии, вместе с Парфенопеем победил Идаса, посягавшего на царство Тевфранта. Участвовал в играх в Трое над кенотафом Париса, в состязаниях в беге. Убил своих дядьев, сыновей Алея.

## Троянская война
Когда началась Троянская война, эллины отправились к Трое, сбились с пути и высадились в царстве Телефа. Телеф напал на эллинов, грабивших Мизийскую равнину. Убивает Ферсандра, но ранен Ахиллом. Битву с Ахиллом на равнине Каика упоминают многие авторы.
Согласно Пиндару, он из-за гнева Диониса зацепился за виноградную лозу, и был ранен Ахиллом копьем Хирона, но позже исцелен им и указал грекам морской путь против Трои. По трагедии, раненый Телеф пришёл в Микены и выхватил из колыбели Ореста, угрожая убить его, но ахейцы согласились его исцелить в соответствии со сказанным Аполлоном. Во искупление раны Телефа Агамемнон принес жертву в Дельфах.

## В культе, литературе и искусстве
Телеф считался национальным героем и родоначальником мизийских жителей, города Пергама и его царей Атталидов. Жители Пергама позднее называли себя аркадянами, перешедшими вместе с Телефом в Азию. Миф о Телефе встречается также в Италии, особенно в регионе Кампанья.
Миф о приключениях Телефа часто использовался древними поэтами: (Эсхилом, Софоклом, Еврипидом и др.) и являлся благодатной темой для художников. Скульптурная группа: лань кормит Телефа молоком — стояла на Геликоне. Ликийцы в храме Аполлона в Патарах показывали медную чашу работы Гефеста — дар Телефа.
Телеф — действующее лицо трагедий Эсхила «Мисийцы» (фр.143-144 Радт) и «Телеф» (фр.238-239 Радт), трагедий Софокла «Алеады» (фр.77-89 Радт) и «Мисийцы» (фр.409-412 Радт), сатировской драмы «Телеф» (не дошло ни одной строки), трагедий Еврипида «Телеф» и «Мисийцы» (в трагедии «Авга» рассказывается о его рождении), трагедий Агафона «Телеф» и «Мисийцы», Иофонта «Телеф», Никомаха и неизвестного автора «Мисийцы», Мосхиона, Клеофонта, неизвестного автора, Энния и Акция «Телеф», комедии Динолоха «Телеф». У Эсхила говорит, что дорога в Аид проста.
Ему посвящена опера Андре Кампра «Телеф» (1713).